# 3D立體電視

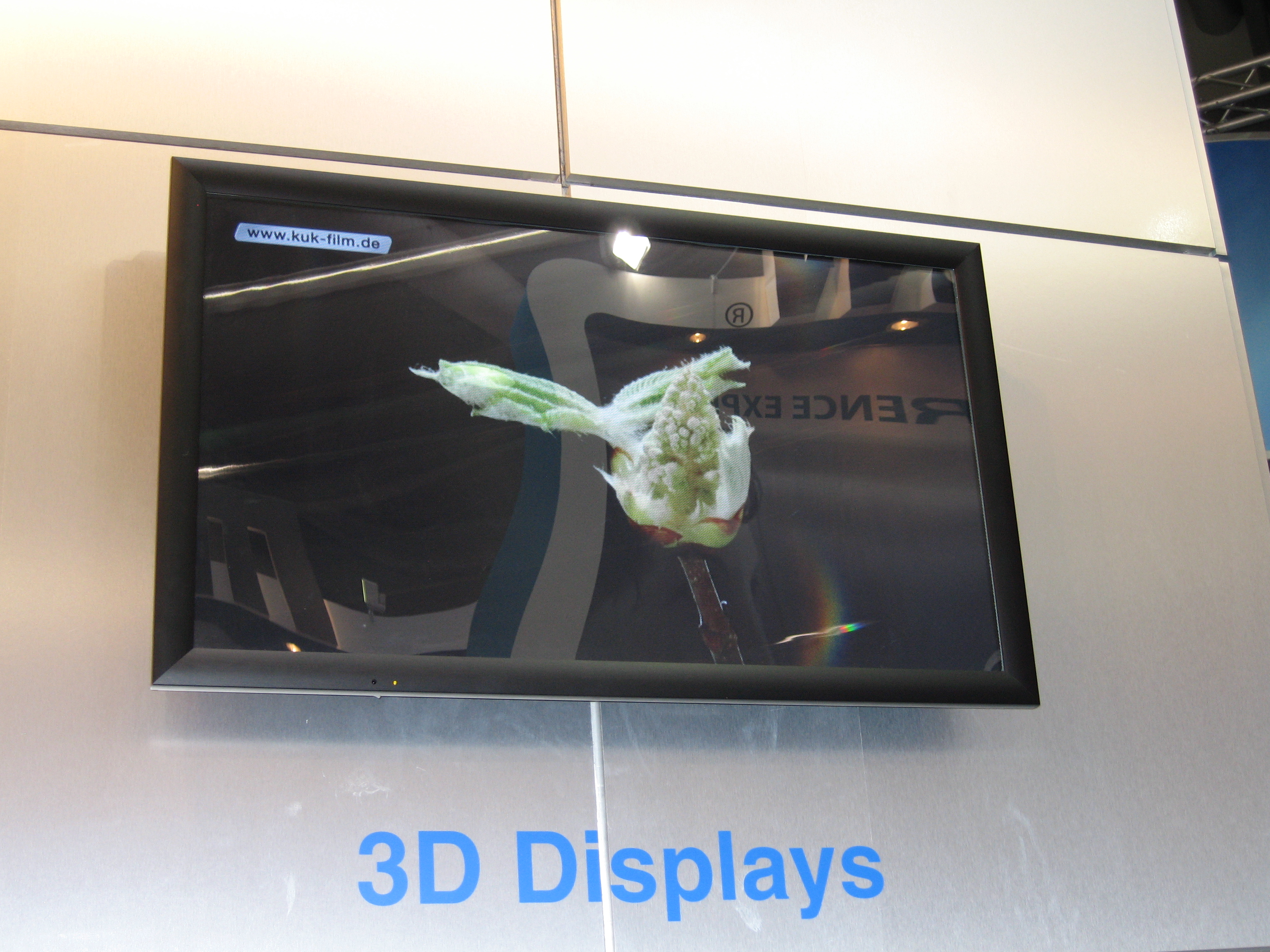
飛利浦 3D 42-3D6W01-WOW

3D立體電視利用了眼晴的視覺特性來產生立體感。因為左眼和右眼位置不同，所以各自觀察到的景象也有細微的差異，這種差異是產生立體感的根本原因，觀眾在家就可享受立體電視節目。第一部商用3D立體電視機由三星率先於美國推出販售，必須配合3D的藍光光碟機、特制眼鏡才能產生較佳的3D效果，但也有部份例外，如飛利浦的WOWvx不需要眼鏡。
2009年左右因為3D電影的大量出現，世界各大電視大廠也紛紛推出自己的3D電視，立體電視一時大熱。美國消費者電子協會估計，2010年3D立體電視可出貨430萬部，至2013年3D立體電視可佔25%電視市場。但2014年開始下跌，與電影不同，家用3D電視逐漸小眾化，與超高畫質為第一優先的主流市場越差越遠。同时也有医学界人士指出，长期观看3D节目会引起生理上的问题。

## 標準
目前3D立體電視廣播沒有業界公認的標準，美國ATSC與歐洲DVB等組織皆已制定3D電視廣播的規範，不過目前尚未有世界級電視大廠採用並量產。3-D4YOU計畫和OSIRIS計畫是制定中的規格。3-D4YOU由英國廣播公司、法國電信、飛利浦和湯姆遜等組成。OSIRIS由Barco和湯姆遜等組成。
HDMI協會有制定關於HDMI-3D視訊的標準規範，目前各世界電視大廠多已採用此規格。

## 3D频道
在亚洲，韓國的SKY 3D于2010年1月1日开播，这也是全世界第一個3D電視頻道。
从2010年开始，多间品牌的3D电视陆续在中国大陆上市。2012年1月1日，中央电视台与北京、天津、江苏、上海和深圳等地的电视台合作，共同推出中国3D电视试验频道，唯该频道已于2018年7月30日零时停止播出。此前，天津电视台和上海广播电视台曾宣布在2010年底和2011年6月开办3D频道，但因诸多问题而推迟，亦随着3D试验频道的停播而搁浅。合肥电视台也称，他们将在2012年内开办3D频道。香港于2011年11月1日在now寬頻電視的天映自选频道推出3D电影播放，第一批播放3D电影为《3D玉蒲团》和《3D童眼》。有線電視定於2012年1月22日晚在hd204开始播出3D英超赛事。有線電視定於2012年7月27日播放3D頻道，有線電視奧運3台/奧運3D台。日本多个BS卫星频道於2008年開始，每日最多4次播放立體電視節目。
美國探索頻道、索尼和IMAX於2011年啟播3D頻道3net。歐洲首個3D電視頻道由英國天空電視台於2010年內啟播。世界上首次的3D直播體育節目是天空電視台在2010年1月31日直播曼聯對的英超比赛。2010年南非世界盃部份賽事將由ESPN進行3D電視直播。